# Легенди старого Львова
«Легенди старого Львова» — збірка львівських переказів, упорядником якої є Ілько Лемко. Опублікована у 2008 році видавництвом «Апріорі». Перекладена трьома мовами.

## Анотація
У книзі зібрані найцікавіші львівські легенди, перекази, бувальщини за мотивами телепрограм «Легенди старого Львова» на ТРК «Люкс» (2002-2004 рр.), яка здобула Національну премію «Телетріумф», як найкраща регіональна програма, так і з текстів інших дослідників від Б.Зиморовича, І. Крип’якевича до легенд Ю.Винничука. За словами Ілька Лемка у цій книзі легенд 40%, а все решта справжні історичні події.

## Видання
- Ілько Лемко. Легенди старого Львова. — Львів : Апріорі, 2008. — 176 с. — ISBN 978-966-8256-91-2.
- Ілько Лемко. Легенди старого Львова. — Львів : Апріорі, 2018. — 176 с. — ISBN 978-617-629-419-1.